# Лоскутов, Павел (бегун)
Павел Лоскутов — эстонский бегун на длинные дистанции. Серебряный призёр чемпионата Европы 2002 года в марафоне. Серебряный призёр Парижского марафона 2002 года. Двукратный победитель Франкфуртского марафона в 1999 и 2001 годах. На чемпионате мира по полумарафону 1998 года занял 66-е место. На чемпионате мира по кроссу 1998 года занял 85-е место. В 1999 году занял 55-е место на чемпионате мира по полумарафону. Четвёртое место на Фукуокском марафоне 2002 года.
Четырёхкратный участник Олимпийских игр на марафонской дистанции.